# Maikapşagai
Maikapşagai (Kazachs: Майкапшагай, Maykapshagay) is een grenspost van Kazachstan nabij China, tussen de Kazachse provincie Oost-Kazachstan en de Chinese Altay prefectuur (Kazachse Autonome Prefectuur Ili, Xinjiang Oeigoer autonome regio).  De Chinese buur (grenspost) heet Jeminay. Maikapşagai bevindt zich ongeveer 100 km ten oosten van het Zaysanmeer.
Maikapşagai is het eindpunt van de E 127, die vertrekt in Omsk, het eindpunt van de E 30.